# Chaceon affinis
Chaceon affinis is een krabbensoort uit de familie van de Geryonidae. De wetenschappelijke naam van de soort is voor het eerst geldig gepubliceerd in 1894 door A. Milne-Edwards & Bouvier.